# Босоніжка і її друзі
Босоніжки і її друзі — радянський анімований художній фільм, створений на студії «Пермтелефільм» у 1975 році. Фільм створений комбінованим способом — грає дівчинка-актор і застосована лялькова анімація.

## Сюжет
У будинку, де жила дівчинка Наташа, у коморі лежала стара лялька. Якось одного разу Наташа дістала її з комори і назвала ляльку «Босоніжкою», бо вона не мала черевичок. Наташа наділа на Босоніжку просту нехитру сукню в горошок. Босоніжка була простою, милою і доброю дівчинкою-лялькою. Вона швидко подружилася з іншими іграшками Наташі — ведмежам Мішею, песиком Петром і тигром Борею. Всі вони дружили і грали разом, а вечорами Босоніжки співала друзям прекрасну колискову. Одного разу Наташі на день народження подарували нову ляльку Лялю. Ляля була дуже красива, у неї був великий капелюх, білосніжна сукня, прекрасні черевички. Але, незважаючи на все це, Ляля виявилася безсердечною. Ніхто з іграшок не став з нею дружити. Наташі настільки сподобалася Ляля, що вона закинула своїх старих іграшок-друзів. Босоніжка заздрила Лялі і вирішила піти від Наташі в ліс, бо вирішила, що вона більше дівчинці не потрібна. Босоніжка прийшла в ліс. Там мудра Лісова Галявина сказала дівчинці-ляльці, що вона дуже красива, тому що у неї, Босоніжки, чиста і добра душа, і що для краси зовсім не потрібно мати гарну сукню, капелюх і черевички. Однак Босоніжка вирішує залишитися в лісі, в обмін на те, що буде мати такий красивий одяг. Отримавши все це, Босоніжка переконується в правоті слів Лісової Галявини і вирішує повернутися назад до Наташі.

## Озвучування
- Едвард Драпкін
- Олена Стурова
- Пелагея Семенова
- Таїсія Хазунова

## Знімальна група
- Режисер — Леонід Кощеніков
- Сценарист — Ірина Христолюбова
- Оператор — Станіслав Ольшевський
- Композитор — Олег Хромушин
- Художник — Л. Романова